# WHAT'S ON ASIA
WHAT'S ON ASIAは、NHKが制作放送していた英語ニュース番組。NHK BS1で土曜日深夜（日曜日早朝）に日本語吹き替えで放送されたほか、NHKワールドTV、NHKワールド・プレミアムの2つの海外向け衛星放送局でも放送された。
内容はその週にあったアジア各国のその日のトピックスとなるニュースを中心に、NHKが国際放送向けに独自に取材したニュースも放送される。
2005年4月から、"News Today Asia"としてリニューアルし、火曜日-土曜日（NHKワールドは月曜日-金曜日）にかけて10分間。土曜日（NHKワールドは金曜日）は15分間。後に全曜日15分間。夏の特別編成期間中は10分間放送。日本国内では2007年4月よりBS1で放送されていたが、NHKワールド・BS1とも2008年12月末いっぱいで番組を終了した（後継番組は「ASIA 7DAYS」）。

## キャスター
- 大村朋子（記者・番組キャスター）
1984年入局。名古屋報道、報道局社会部、NHKニュースTODAY（1988年ｰ1989年）キャスター、横浜局記者、衛星放送局ディレクターなどを経て国際放送局ニュースデスクに。現在はインタビュー番組「Insight&Foresight」のインタビュアーを務めている（日本国内では地上波･BSとも放送なし）。マレーシア、イラン、インドネシアに在住経験あり。得意分野はアジア全般、特に難民、女性、子供の人権問題。